# AS Mutzig
Die Association Sportive de Mutzig (Abkürzung AS Mutzig) ist ein französischer Fußballverein aus der elsässischen Gemeinde Mutzig im Département Bas-Rhin. 2024/25 spielt der Verein, dessen erste Mannschaft in besseren Jahren als „weiße Teufel aus dem Bruche-Tal“ bezeichnet wurde, in der sechsten Liga. 2022 fusionierte die ASM mit dem FC Still 1930 und tritt seither unter dem Namen Association Still-Mutzig an.

## Geschichte
Der Verein ging aus dem 1912 oder 1913 gegründeten FC Mutzig hervor. Ab 1930 nannte er sich AS Mutzig, hieß allerdings ab der deutschen Annexion des Elsass (1940) bis mindestens 1945 erneut FC. Seine erfolgreichste Zeit begann 1959, als die ASM aus der dritten départementalen Division fünf Mal nacheinander bis in die höchste landesweite Amateurklasse aufstieg – Letzterer erfolgte 1963 – und dabei in jeder Saison die Elsass-Meisterschaft der jeweiligen Ligenstufe gewann. 1964/65 konnte die Mannschaft einen dritten Platz erringen und qualifizierte sich zudem für die Teilnahme an der Hauptrunde im nationalen Pokalwettbewerb. Im Sechzehntelfinale schied das Team schließlich gegen Racing Straßburg nach einem 0:1 in der Verlängerung aus. In der darauffolgenden Saison schaffte es das Team erneut in das Sechzehntelfinale; auf dem Weg dorthin vollbrachten die Amateure eine bis ins 21. Jahrhundert erwähnte Pokalüberraschung, als sie den Erstdivisionär Stade Français Paris 2:0 bezwangen. Anschließend trotzten sie vor 12.000 Zuschauern im Stade de la Meinau einem weiteren Profiklub aus Frankreichs Eliteklasse, der AS Cannes, ein 1:1 n. V. ab und zwangen diese in ein Wiederholungsspiel; darin unterlagen sie den Südfranzosen dann allerdings – diesmal vor 5.000 Besuchern in Mulhouse – glatt mit 0:4. Auch im elsässischen Amateurpokalwettbewerb machte die AS Mutzig 1966 von sich reden, in dem sie erst im Endspiel ihren Meister fand (0:5 gegen AS Strasbourg).
Von 1970 bis 1976 spielte das Team in der Ost-Gruppe der neu gegründeten „Division 3“, der höchsten Amateurliga. 1971 gewann es den elsässischen Amateurfußballpokal durch einen 4:0-Endspielsieg über den FC Strasbourg-Koenigshoffen 06. Ein drittes und bisher (2013) letztes Mal erreichte die ASM 1973 das Sechzehntelfinale im Landespokal (0:1 gegen Stade Reims). 1974 wurde die AS Mutzig sogar Meister der Division 3, durfte aber aus finanziellen Gründen nicht aufsteigen. 1976 schaffte sie es noch einmal in die Pokalhauptrunde (Erstrunden-Aus gegen Racing Lens), aber gleichzeitig erlitt sie bis 1978 drei Abstiege in Folge, ehe die „weißen Teufel“ zwischen 1985 und 1999 für insgesamt zwölf Saisons wenigstens wieder in der elsässischen Division d’Honneur, der inzwischen nur noch sechsthöchsten Liga, vertreten waren. Ein einstweilen letztes Mal traten sie auf diesem Niveau in der Spielzeit 2001/02 an, 2012/13 nur noch in der 7. Liga.

## Stadion
Der Verein trägt seine Heimspiele im Stade Municipal Roger Leissner aus. Das städtische Stadion hat 2000 Plätze und ist nach Roger Leissner, dem Vereinspräsidenten der Jahre 1957 bis 1965, benannt.

## Bekannte ehemalige Spieler und Trainer
Aus der ASM ist eine Reihe von Fußballern hervorgegangen, die später im professionellen Sport tätig waren und von denen es mehrere auch zu internationalen Ehren gebracht haben. Zwischen 1965 und 1974 waren dies unter anderem drei französische Amateurnationalspieler (Gérard Georgin, „Freddy“ Zix – beide gehörten der französischen Auswahl beim olympischen Fußballturnier 1968 an – und Richard Schalber); ab der zweiten Hälfte der 1960er spielte Arsène Wenger für die Grün-Weißen, der 1972/73 dort in einer Elf mit Albert Gemmrich stand. Auch Jean-Noël Huck und Éric Edwige trugen in jungen Jahren den Dress der „weißen Teufel“. Bekannteste Trainer Mutzigs waren „Paco“ Mateo (1957–1961), Paul Frantz (1961/62) und Segundo Pascual (1963–1966) sowie der von 1966 bis 1974 tätige Max Hild.